# Ачапкин, Олег Михайлович
Олег Михайлович Ачапкин (род. 22 марта 1967, Москва) — советский и российский хоккеист, защитник.

## Биография
Воспитанник «Крыльев Советов», тренер А. А. Сергеев. Выступал за команды «Корд» Щёкино (1987/88), «Кристалл» Электросталь (1988/89), «Металлург» Череповец (1989/90 — 1993/94), «Металлург» Магнитогорск (1994/95), «Молот» Пермь (1995/96).
В МХЛ провёл четыре сезона. Бронзовый призёр 1994/95.